# Hoét đuôi cụt xanh
Hoét đuôi cụt xanh (tên khoa học: Brachypteryx montana) là một loài chim trong họ Muscicapidae.